# 瓦克森堡格迈恩德
瓦克森堡格迈恩德（德語：Wachsenburggemeinde，發音：[ˈvaksn̩bʊʁkɡəˌmaɪndə]，意为“瓦克森堡市镇”）是德国图林根州伊尔姆县曾经的一个市镇，面积31.99平方千米，2011年12月31日人口为2,531人。2012年12月31日，瓦克森堡格迈恩德与市镇伊希特斯豪森合并为新市镇阿姆特瓦克森堡。